# Antoni (Romanowski)
Antoni, imię świeckie Wasilij Antonowicz Romanowski, ros. Антоний, świeckie Василий Антонович Романовский (ur. 22 lutego?/6 marca 1886 w Sawinkach, zm. 7 listopada 1962 w Stawropolu) – rosyjski biskup prawosławny.

## Życiorys
Pochodził z ubogiej rodziny, jego ojciec pracował jako stróż i dzwonnik w miejscowej wiejskiej cerkwi. Seminarium duchowne ukończył w Kijowie. W 1913 w tamtejszej Akademii Duchownej uzyskał tytuł kandydata nauk teologicznych. W trakcie studiów, 13 sierpnia 1911, złożył wieczyste śluby mnisze, a następnie został wyświęcony na hierodiakona (15 sierpnia 1911) i hieromnicha (15 sierpnia 1912). Po uzyskaniu dyplomu został zatrudniony w seminarium duchownym w Tyflisie, początkowo jako wykładowca teologii zasadniczej, dogmatycznej i moralnej, zaś od 1918 do 1919 – jako inspektor. Od 1919 był dziekanem rosyjskich monasterów na terenie Gruzji z godnością igumena.
17 listopada 1924 w cerkwi Przemienienia Pańskiego w Moskwie miała miejsce jego chirotonia na biskupa suchumskiego i erywańskiego, w której jako konsekratorzy wzięli udział m.in. patriarcha moskiewski i całej Rusi Tichon oraz metropolita kruticki i kołomieński Piotr. W 1927 biskup Antoni został aresztowany i skazany na dwuletnią zsyłkę. Przed wywózką do obwodu marijskiego był przetrzymywany w więzieniu na Butyrkach. Po zakończeniu kary udał się do Szacht i objął urząd biskupa dońskiego. Na skutek donosu właściciela domu, w którym wynajmował pokój, został aresztowany ponownie.
W 1935, po odbyciu kolejnej kary, objął urząd biskupa stalingradzkiego. Eparchią stalingradzką zarządzał przez dwa następne lata, do kolejnego aresztowania. Więzienie opuścił w 1943 i we wrześniu tego roku został mianowany arcybiskupem stawropolskim i piatigorskim. Reprezentował Patriarchat Moskiewski w rozmowach z Gruzińskim Kościołem Prawosławnym w sprawie przywrócenia jedności kanonicznej między Kościołami. Doprowadził również do ponownego otwarcia seminarium duchownego w Stawropolu. W 1945 jego tytuł uległ zmianie na arcybiskup stawropolski i bakijski. Od 1944 do 1945 był dodatkowo locum tenens eparchii chersońskiej.
W 1962 podniesiony do godności metropolity, w tym samym roku zmarł. Został pochowany w sąsiedztwie soboru św. Andrzeja w Stawropolu.